# Luoshe (köpinghuvudort i Kina, Zhejiang Sheng, lat 30,63, long 120,09)
Luoshe är en köpinghuvudort i Kina. Den ligger i provinsen Zhejiang, i den östra delen av landet, omkring 43 kilometer norr om provinshuvudstaden Hangzhou. Antalet invånare är 22 827. Befolkningen består av 10 808 kvinnor och 12 019 män. Barn under 15 år utgör 12,0 %, vuxna 15-64 år 77 %, och äldre över 65 år 10,0 %.
Runt Luoshe är det tätbefolkat, med 570 invånare per kvadratkilometer. Närmaste större samhälle är Deqing, 15,8 km sydväst om Luoshe. Trakten runt Luoshe består till största delen av jordbruksmark.
Genomsnittlig årsnederbörd är 1 675 millimeter. Den regnigaste månaden är juni, med i genomsnitt 253 mm nederbörd, och den torraste är november, med 62 mm nederbörd.